# Dewan Negara
Dewan Negara (mal. für Halle des Staates) bezeichnet den Senat des malaysischen Parlament. Der Dewan Negara besteht aus 70 Senatoren, von denen 26 durch die Bundesstaaten gewählt werden, und zwar jeweils zwei von jedem Bundesstaat. Die übrigen 44 werden vom Yang di-Pertuan Agong, dem malaysischen König, ernannt.
Der 1959 erstmals konstituierte Senat hat seinen Sitz zusammen mit dem Dewan Rakyat im „Malaysian Houses of Parliament“, dem Parlamentsgebäude in der Hauptstadt Kuala Lumpur. Seine Zusammensetzung ist in Kapitel 4 (Legislative des Bundes) und seine Aufgaben in Kapitel 5 (Gesetzgebungsverfahren) der malaysischen Verfassung festgelegt.
Im malaysischen Zweikammersystem benötigt ein Gesetzentwurf immer die Zustimmung beider Institutionen, bevor er dem König zur abschließenden Einwilligung vorgelegt wird; allerdings kann der Dewan Negara einen Gesetzesentwurf maximal ein Jahr verzögern, bevor er automatisch dem König zugeleitet wird.
Ursprünglich war der Dewan Negara als Kontrollorgan des Dewan Rakyat konzipiert und sollte die Interessen der Bundesstaaten vertreten. Die ursprüngliche Verfassung, die die Wahl der Mehrheit der Senatoren durch die Bundesstaaten vorsah, wurde zwischenzeitlich zu Gunsten der Ernennung durch den König abgeändert.

## Mitglieder des Dewan Negara

Zusammensetzung des Dewan Negara
Einheitsregierung (geführt von PH): 50 Sitze
Perikatan Nasional (PN): 15 Sitze
sonstige Parteien: 0 Sitze
Vakant: 5 Sitze (Stand: 5. Mai 2023)

Mitglieder des Dewan Negara werden als Senator und Ahli Dewan Negara (wörtlich: Mitglied des Dewan Negara) bezeichnet. Die Amtszeit beträgt drei Jahre und Senatoren dürfen – egal ob in zwei aufeinanderfolgenden oder nicht zusammenhängenden Amtszeiten – lediglich einmal wiedergewählt werden.
Jeder der 13 Bundesstaaten entsendet zwei Senatoren. Die Senatoren für die Bundesterritorien Kuala Lumpur, Labuan und Putrajaya werden vom Yang di-Pertuan Agong auf Vorschlag des malaysischen Premierministers ernannt.
Weitere 40 Senatoren werden unabhängig von ihrem Bundesstaat, auf Vorschlag des Premierministers vom König ernannt. Von den Bundesstaaten ernannte Senatoren sollten qualifiziert sein durch „herausragende Dienste in der Öffentlichen Verwaltung oder durch persönliche Auszeichnung in akademischen Berufen, im Handel, in der Industrie, in der Landwirtschaft, im Kunstbetrieb oder in der Wohlfahrt oder durch ihre Funktion als Repräsentant einer ethnischen Minderheit oder als Vertreter der Ureinwohner (Orang Asli)“.
Die Intention der ursprünglichen Verfassung Malaysias, dem König lediglich die Ernennung von 16 Senatoren zu gestatten (und diesen Senatoren damit eine Minderheitenrolle zuzuweisen) war eine Stärkung der bundesstaatlichen Kräfte. Allerdings wirkten spätere Verfassungsänderungen dem entgegen; laut dem ehemaligen Obersten Bundesrichter Tun Mohamed Suffian Mohamed Hashim standen diese Zusätze „dem Geist der ursprünglichen Verfassung entgegen, die den Dewan Negara als Institution vorgesehen hatte, die im Parlament die Interessen der Bundesstaaten vor staatlichen Eingriffen schützen sollte“.
Als Kandidaten für dieses Amt sind malaysische Staatsbürger mit Wohnsitz innerhalb der Föderation qualifiziert, die keinem anderen Staat verpflichtet sind, keine Gefängnisstrafe von einem Jahr oder länger verbüßt haben und nicht zu einer Strafe von 2.000 RM oder mehr verurteilt wurden. Inhaber einer auf Profit ausgerichteten Position in der Öffentlichen Verwaltung sind ebenfalls ungeeignet. Die Zugehörigkeit zu einer politischen Partei ist nicht erforderlich. Das Parlament darf die Anzahl der Senatorensitze auf drei pro Bundesstaat erhöhen, die Anzahl der ernannten Senatoren reduzieren oder die Gruppe der ernannten Senatoren insgesamt abschaffen. Der Ablauf der Ernennung ist in Artikel 45 der malaysischen Verfassung festgelegt. Gemäß Verfassung wäre auch eine Direktwahl der 26 von den Bundesstaaten eingebrachten Senatoren möglich, allerdings würde diese Klausel erst wirksam, nachdem das Parlament eine entsprechende Resolution auf den Weg bringt. Dies ist bislang nicht eingetreten; auch die 2010 eingesetzten Senatoren wurden durch indirekte Wahl bestimmt.
Der Dewan Negara ist nicht an die Wahlen zum Dewan Rakyat gebunden und die Senatoren bleiben auch im Amt, wenn der Dewan Rakyat nach der Wahl aufgelöst wird.
Der Dewan Negara wählt einen Präsidenten, der die Sitzungen leitet, die Einhaltung der Hausordnung überwacht und über Streitfragen zur Geschäftsordnung entscheidet. Bei Abwesenheit des Präsidenten übernimmt sein Stellvertreter dessen Rolle.

## Befugnisse
Der Dewan Negara darf Gesetzgebungsverfahren anstoßen; mit Ausnahme für finanzielle oder steuerliche Angelegenheiten – eine Beschränkung, die direkt aus dem Westminstersystem übernommen wurde. Er darf auch eine bestehende Gesetzgebung ändern, wiederum vorausgesetzt es geht nicht um den Bereich Finanzen. Jeder Gesetzgebungsvorschlag muss zuerst durch das Dewan Rakyat und wird dann dem Dewan Negara in drei Lesungen vorgelegt. Zunächst stellt der vorschlagende Senator das Vorhaben der Versammlung vor. Als Nächstes wird der Gesetzentwurf debattiert. Im dritten Schritt wird abgestimmt ob der Entwurf angenommen oder abgelehnt wird. Der Dewan Negara darf eine Gesetzesvorlage nicht einfach formell zurückweisen; er kann allenfalls das Verfahren um einen Monat oder unter bestimmten Umständen um bis zu einem Jahr hinauszögern. Wird der Gesetzesentwurf angenommen oder läuft die festgesetzte Frist ab, wird er dem Yang di-Pertuan Agong zur königlichen Zustimmung vorgelegt. Falls der König Einwände erhebt oder 30 Tage ohne Zustimmung verstreichen lässt, wird der Entwurf mit einer Liste von Änderungsvorschlägen ans Parlament zurückgesandt. Der Gesetzesentwurf muss dann wiederum von beiden Kammern gebilligt werden. Stimmt danach der König immer noch nicht zu oder lässt dieser die Frist von 30 Tagen verstreichen, wird der Gesetzentwurf automatisch zum Gesetz. Er tritt allerdings erst mit der Veröffentlichung im Regierungsanzeiger in Kraft.
Obwohl Mitglieder des Parlaments durch ihre Immunität geschützt sind, ist ihre nach Absatz 10 der malaysischen Verfassung verbriefte Redefreiheit durch ein im Sedition Act (deutsch: Gesetz über Volksverhetzung) festgeschriebenes Diskussionsverbot („gag rule“) eingeschränkt, das Debatten über die Aufhebung bestimmter Artikel der Verfassung verbietet, die die Privilegierung der Bumiputeras betreffen (z. B. Artikel 153).

## Derzeitige Zusammensetzung
Amtierender Senatspräsident war bis 10. Mai 2024 Mutang Tagal von der PBB Sarawak. Er wurde am 19. Februar 2023 gewählt.
Die derzeitige Zusammensetzung des Dewan Negara (Stand 22. Mai 2024), aufgeschlüsselt nach der Zugehörigkeit zu politischen Parteien:
| Zugehörigkeit                                                                          | Gewählt vom Bundesstaat | Ernannt durch den König | Gesamtzahl Sitze |
| -------------------------------------------------------------------------------------- | ----------------------- | ----------------------- | ---------------- |
| Regierung                                                                              |                         |                         |                  |
| Barisan Nasional:                                                                      | 11                      | 12                      | 23               |
| United Malays National Organization (Pertubuhan Kebangsaan Melayu Bersatu, UMNO)       | 7                       | 10                      | 17               |
| Malaysian Chinese Association (Persatuan Cina Malaysia, MCA)                           | 2                       | 1                       | 3                |
| Malaysian Indian Congress (Kongres India Se-Malaysia, MIC)                             |                         | 3                       | 3                |
| Pakatan Harapan:                                                                       | 5                       | 10                      | 15               |
| People’s Justice Party (Parti Keadilan Rakyat, PKR)                                    | 2                       | 6                       | 8                |
| Democratic Action Party (Parti Tindakan Demokratik, DAP)                               | 2                       | 2                       | 4                |
| National Trust Party (Parti Amanah Negara, Amanah)                                     | 1                       | 1                       | 2                |
| United Progressive Kinabalu Organisation (Pertubuhan Kinabalu Progresif Bersatu, UPKO) |                         | 1                       | 1                |
| Gabungan Parti Sarawak:                                                                | 2                       | 4                       | 6                |
| United Traditional Bumiputera Party (Parti Pesaka Bumiputera Bersatu, PBB)             | 2                       | 1                       | 3                |
| Sarawak United People’s Party (Parti Rakyat Bersatu Sarawak, SUPP)                     |                         | 1                       | 1                |
| Progressive Democratic Party (Parti Demokratik Progresif, PDP)                         |                         | 1                       | 1                |
| Sarawak People’s Party (Parti Rakyat Sarawak, PRS)                                     |                         | 1                       | 1                |
| Gabungan Rakyat Sabah:                                                                 | 1                       | 2                       | 3                |
| Sabah People’s Idea Party (Parti Gagasan Rakyat Sabah, Gagasan)                        | 2                       |                         | 2                |
| Love Sabah Party (Parti Cinta Sabah, PCS)                                              |                         | 1                       | 1                |
| Parteiloser (ahli politik bebas)                                                       | 0                       | 6                       | 6                |
| Opposition                                                                             |                         |                         |                  |
| Perikatan Nasional:                                                                    | 6                       | 4                       | 10               |
| Pan-Malaysian Islamic Party (Parti Islam SeMalaysia, PAS)                              | 6                       |                         | 6                |
| Malaysian United Indigenous Party (Parti Pribumi Bersatu Malaysia, Bersatu)            |                         | 2                       | 2                |
| Malaysian People’s Movement Party (Parti Gerakan Rakyat Malaysia, Gerakan)             |                         | 2                       | 2                |
| Gesamt                                                                                 | 23                      | 42                      | 64               |

5 Sitze im Dewan Negara sind derzeit unbesetzt.